# تشمن زمين
تشمن‌ زمين هي قرية في مقاطعة هريس، إيران. عدد سكان هذه القرية هو 144 في سنة 2006.